# Crăcăoani
Crăcăoani es una comuna ubicada en el distrito de Neamț, Rumania.

## Superficie
Posee una superficie de 134,8 kilómetros cuadrados.

## Demografía
Hasta 2021 la población era de 3670 habitantes, con una densidad de población de 27,23 habitantes por kilómetro cuadrado. Para el año 2024 la población ascendió a 3670 hab.